# Молодинська битва
Молоди́нська битва (рос. Молодинская битва, битва при Молодях) — бій, що тривав з 29 липня до 2 серпня 1572 року в 50 верстах на південь від Москви, в якому зійшлися московське військо під проводом земського воєводи князя Михайла Воротинського та опричного воєводи князя Дмитра Хворостиніна, проти армії кримського хана Девлета I Ґерая, яка містила, окрім властиво кримських військ, турецькі й ногайські загони. Незважаючи на чисельну перевагу, кримське війско було розбито. Літописні джерела наводять дуже великі цифри, коли кажуть про кримське військо. Новгородський другий літопис пише про 120 тисяч, а «Московский летописец» навіть про 150 тисяч. На думку В. В. Пенсько́го, військо хана налічувало близько 60 тисяч осіб, з яких близько 40 тисяч складало власне кримське військо, до якого долучилися ногайці, черкеси та загін яничар, посланий османським султаном.

## Передумови
З початку 60-х років XVI століття почастішали набіги кримських татар на Московію. Використовуючи зайнятість військ Московського царства у Лівонській війні 1558—1583 років в Прибалтиці, Османська імперія та Кримське ханство намагалися відбити від нього Середнє та Нижнє Поволжя та накласти данину. На початку 1572 року хан Девлет-Гірей організував черговий похід на Москву. Його військо (близько 120 тис. осіб) складалося з кримських і ногайських татар та загонів турецьких яничарів з польовою артилерією.
Дізнавшись про похід, московське командування своєчасно зосередило біля переправ через Оку, в районі Серпухова, 40—45-тисячну армію на чолі з М. І. Воротинським. Навесні було вжито необхідних заходів з організації розвідки та будівництва загороджувальних споруд.

## Битва
26 липня військо Девлет-Гірея вийшло до Оки та форсувало її. Після запеклого бою з частинами московських сил татарське військо рушило до Москви по Серпуховській дорозі. 28 липня передовий полк московської армії наздогнав військо хана, атакував і розгромив кримський ар'єргард, внаслідок чого Девлет-Гірей змушений був призупинити похід на Москву. 30 липня біля села Молоді розгорнулась битва, у якій московське військо змусило татар потрапити під нищівний вогонь артилерії, зосередженої в гуляй-городі.
Вирішальну роль в битві зіграв обхідний маневр Великого полку московської армії. В момент штурму головними силами татар гуляй-городу, Великий полк зайшов їм в тил, після чого почалась одночасна контратака московських військ з фронту та тилу, внаслідок якої противник зазнав важких втрат та почав відступати. Під час переслідування московські війська вщерть знищили 2 татарські заслони. До Криму повернулося лише 5 тисяч осіб.
Перемога московської армії була наслідком умілого використання інженерних споруд та рельєфу місцевості, ефективного застосування артилерії та іншої вогнепальної зброї, точного вибору часу для обхідного маневру та вирішальної контратаки.

## Наслідки
Поразка біля Молоді не поклала край політичному впливу Кримського ханства на Московське царство. Хоча територіальних претензій до Московії більше не висувалося, Москва, під загрозою повторення жорстокої розправи за непокору з боку кримських татар, яка відбулася за рік до битви, в 1571 р., змушена була і надалі виплачувати данину Кримському ханству у вигляді «споминків». Дані факти зафіксовано в грамоті царя Олексія Михайловича кримському ханові Аділ-Гірею за 1670 рік і в положеннях Бахчисарайського миру 1681 року між царем і султаном, що переконливо засвідчило регулярність надходження данини з Росії до Криму. 1692 року цар Петро І звітував до кримського хана Саадат-Гірея, що регулярно надсилає «годовую казну» до Бахчисарая, але одночасно просив у того про скасування такої практики. Лише 1700 року, внаслідок підписання Константинопольського мирного договору, виплату васальних «споминок» Москвою кримському ханові було призупинено.